# Zdice
Zdice település Csehországban, a Berouni járásban. Zdice Svatá, Tmaň, Chlustina, Bavoryně, Chodouň, Králův Dvůr, Trubín és Hředle településekkel határos. Lakosainak száma 4120 fő (2024. január 1.).

## Népesség
A település lakosságának változását az alábbi diagram mutatja:
| Lakosok száma | 1623 | 2229 | 3384 | 3539 | 4008 | 3818 | 4132 | 4179 | 4047 | 4120 |
|               | 1869 | 1890 | 1921 | 1950 | 1980 | 2001 | 2017 | 2019 | 2022 | 2024 |